# Религия на Соломоновых Островах
Религия на Соломоновых Островах  — совокупность религиозных верований, присущих народам этой страны. Подавляющее большинство населения Соломоновых Островов исповедует разные формы христианства. Также есть небольшие религиозные группы бахаи, мусульман, а также адепты местных традиционных верований.
Конституция Соломоновых Островов предоставляет свободу вероисповедания всем гражданам, хотя и предусматривает, что эта свобода может быть ограничена.

## Христианство
В 40-х годах XIX века на Соломоновы Острова прибыли первые католических миссионеры, которые начали распространение Римско-Католической церкви на архипелаге.
Первой постоянной церковной структурой на Соломоновых островах, основанной 27 июля 1897 года, была апостольская префектура Новой Померании, объединявшая Папуа-Новую Гвинею и Соломоновы острова.
В 2007 году христиане составляли 92% населения Соломоновых Островов.

## Анимизм
От 1.3% до 5% населения Соломоновых Островов исповедуют традиционные религиозны культы и верования.

## Ислам
На Соломоновых Островах насчитывается по разным данным от 350 до 1000 мусульман. На островах доминируют две религиозные группы мусульман  — это адепты религиозного движения ахмадие и сунниты. Штаб-квартира мусульманской общины ахмадие находится в Хониаре, столице Соломоновых островов. Также ахмадии распространены в деревнях островов Гуадалканал, Рассел, Саво и Беллона.